# Mesoleius maculatus
Mesoleius maculatus är en stekelart som beskrevs av Carl Gustav Alexander Brischke 1871. Mesoleius maculatus ingår i släktet Mesoleius och familjen brokparasitsteklar. Inga underarter finns listade i Catalogue of Life.